# François du Jon (linguiste)
 (août 2023).
La mise en forme du texte ne suit pas les recommandations de Wikipédia : il faut le « wikifier ».
Les points d'amélioration suivants sont les cas les plus fréquents. Le détail des points à revoir est peut-être précisé sur la page de discussion.
- Les titres sont pré-formatés par le logiciel. Ils ne sont ni en capitales, ni en gras.
- Le texte ne doit pas être écrit en capitales (les noms de famille non plus), ni en gras, ni en italique, ni en « petit »…
- Le gras n'est utilisé que pour surligner le titre de l'article dans l'introduction, une seule fois.
- L'italique est rarement utilisé : mots en langue étrangère, titres d'œuvres, noms de bateaux, etc.
- Les citations ne sont pas en italique mais en corps de texte normal. Elles sont entourées par des guillemets français : « et ».
- Les listes à puces sont à éviter, des paragraphes rédigés étant largement préférés. Les tableaux sont à réserver à la présentation de données structurées (résultats, etc.).
- Les appels de note de bas de page (petits chiffres en exposant, introduits par l'outil «  Source ») sont à placer entre la fin de phrase et le point final[comme ça].
- Les liens internes (vers d'autres articles de Wikipédia) sont à choisir avec parcimonie. Créez des liens vers des articles approfondissant le sujet. Les termes génériques sans rapport avec le sujet sont à éviter, ainsi que les répétitions de liens vers un même terme.
- Les liens externes sont à placer uniquement dans une section « Liens externes », à la fin de l'article. Ces liens sont à choisir avec parcimonie suivant les règles définies. Si un lien sert de source à l'article, son insertion dans le texte est à faire par les notes de bas de page.
- La présentation des références doit suivre les conventions bibliographiques. Il est recommandé d'utiliser les modèles {{Ouvrage}}, {{Chapitre}}, {{Article}}, {{Lien web}} et/ou {{Bibliographie}}. Le mode d'édition visuel peut mettre en forme automatiquement les références.
- Insérer une infobox (cadre d'informations à droite) n'est pas obligatoire pour parachever la mise en page.

Pour une aide détaillée, merci de consulter Aide:Wikification.
Si vous pensez que ces points ont été résolus, vous pouvez retirer ce bandeau et améliorer la mise en forme d'un autre article.
François du Jon le jeune (29 janvier 1591 - 19 novembre 1677), également nommé Franz Junius en allemand ou Franciscs Junius en latin, fut un pasteur protestant, érudit, bibliophile et philologue franco-italien spécialiste des langues germaniques et considéré comme le père de la philologie des langues germaniques. Collectionneur de manuscrits anciens, il fut le premier éditeur d’un grand nombre de textes importants.

## Biographie

### Enfance et formation
François du Jon le jeune est né à Heidelberg le 29 janvier 1591. Son père est le théologien réformé François du Jon et sa mère est la fille du théologien réformé et professeur d'hébreu d'origine judéo-italienne Emmanuele Tremellio. Il fut élevé à Leyde, aux Pays-Bas, son père ayant été nommé professeur d'hébreu à l'université de Leyde en 1592. Au décès de ses parents en 1602, il part vivre à Dordrecht chez son futur beau-frère, l'humaniste Gérard Vossius. Il poursuit des études de théologie à Leyde et à Middelbourg.

### Carrière au service des Arundel
En 1617, il devient pasteur à Hillegersberg, près de Rotterdam. Il démissionne l’année suivante après avoir refusé de prendre position dans le conflit théologique qui traverse alors l’Église réformée néerlandaise et qui oppose les partisans du libre-arbitre qui suivent la doctrine de Jacobus Arminius et ceux de la prédestination qui adhèrent aux idées de son oncle Franciscus Gomarus. Cette démission lui offre la chance de se lancer dans des voyages : en France, puis en Angleterre où, en 1620, il est embauché par le comte d’Arundel, Thomas Howard, un collectionneur passionné d’art et de manuscrits. François du Jon devient d’abord le tuteur de son fils, puis son bibliothécaire. Pour le comte d’Arundel, du Jon écrit un ouvrage sur la philosophe de l’art, De pictura veterum, d’abord publié en latin en 1637, qui devient la pierre angulaire du classicisme. À la demande d'Alethea Howard, comtesse d'Arundel Jon le traduit lui-même en anglais (1638) sous le titre The painting of the ancients et le dédicace à sa protectrice. Il le traduit également en néerlandais (1641). Après avoir passé plus de vingt ans en Angleterre, du Jon retourne aux Pays-Bas en 1642 à la suite des Arundel alors en exil pour fuir les soulèvements contre le roi Charles Ier.

### Carrière scientifique
Peu après son retour aux Pays-Bas, du Jon se plongea dans l’étude du néerlandais, puis des langues germaniques anciennes. Il s’installa deux ans en Frise auprès du poète Gysbert Japiks pour apprendre le frison, une des plus anciennes langues germaniques toujours en usage. Il publia dès lors de nombreux ouvrages : un commentaire sur une paraphrase du Cantique des cantiques en vieux gothique, un recueil de poème en anglais ancien et une première édition des évangiles en gothique, accompagnés d’un dictionnaire très complet. Parmi les nombreux ouvrages non encore publiés à sa mort un dictionnaire étymologique anglais fut publié à titre posthume.
Du Jon avait acquis une série de manuscrits qu’il étudia et qu’il fut souvent le premier à révéler au public :
- Il édite pour la première fois en 1655 une œuvre fondamentale de la littérature en vieil anglais, le codex MS Junius 11, aussi connu sous le nom de "manuscrit Caedmon" ou de "codex Junius". Ce manuscrit contient quatre longs poèmes chrétiens[3] Du Jon étant proche de John Milton[3], il est probable que les similitudes entre “le paradis perdu” de Milton et certains passage du manuscrit MS Junius 11 soient le résultat des consultations par Milton du manuscrit MS Junius 11 via Junius[3].
- L’Heliand ou Poème De La Vie De Jésus, version épique des évangiles composée en Vieux-saxon par ordre de l'empereur Louis le Débonnaire vers 830, fut mentionné pour la première fois pendant les temps modernes après que Du Jon en ait trouvé un fragment en 1587.
- Du Jon fut aussi le premier à étudier de manière approfondie, à partir de 1654, le Codex Argenteus, luxueux évangéliaire du VIe siècle écrit en langue gotique et plus ancien document complet attestant une langue germanique qui nous soit parvenu[4]. Le manuscrit lui avait remis par Isaac Vossius qui l’avait lui-même obtenu de la Christine de Suède en paiement d’une de ses dettes[4]. Du Jon recopia l’intégralité du manuscrit ancien, cette transcription étant conservée dans le manuscrit MS Junius 55[4]. Du Jon associa Jan van Vliet à son étude du gotique[4]. À la mort de ce dernier, il se porta acquéreur du précieux manuscrit Ormulum, œuvre du XIIe siècle en moyen anglais que son orthographe phonétique particulière rend très précieux pour retracer l'évolution de la langue anglaise.
- La plus ancienne référence connue au Codex Nowell, l’un des quatre principaux codex préservés de la littérature anglo-saxonne en vieil anglais, qui contient la seule version connue du poème épique Beowulf, est due à Du Jon[5].

### Décès
En 1675, François du Jon revint à Oxford. Il mourut à Windsor en novembre 1677 dans la maison de son neveu Isaac Vossius. Il fut enterré à Windsor dans la Chapelle Saint-Georges, laissant par testament son immense patrimoine de manuscrit anciens à la Bibliothèque bodléienne de l’Université d’Oxford. Parmi eux, le manuscrit Junius et l’Ormulum.

## Œuvres
Son œuvre philologique est non seulement intrinsèquement extrêmement intéressante par ses propres apports mais aussi particulièrement importante pour avoir créé un mouvement pour étudier ce sujet des langues germaniques anciennes, qui était jusqu’alors souvent négligé, ce qui en fait le fondateur de la philologie germanique.
Parmi ses principaux travaux :
- 1637, De pictura veterum, traduit en anglais sous le titre On the Painting of the Ancients en 1638, et en néerlandais De Schilder-konst der Oude begrepen in drie boecken en 1641, réimprimé en 1659.

Une nouvelle édition posthume de De pictura, augmentée et améliorée par du Jon lui-même, fut publiée par J. G. Graevius en 1694, avec une biographie de du Jon en préface.
- 1655, Observationes in Willerami Abbatis Francicam paraphrasin Cantici Canticorum

« Notes sur la paraphrase du Cantique des cantiques écrite par l’abbé Williram en vieux-francique »
- 1655, Annotationes in harmoniam Latino-Francicam quatuor evangelistarum, latine a Tatiano confectam

« Notes sur l’harmonie des quatre évangiles latine-franque en utilisant le latin de Tatien » (donc le Diatessaron)
- 1655, Cædmonis monachi paraphrasis poetica Genesios ac præcipuarum sacræ paginæ historiarum, abhinc annos M.LXX. Anglo-Saxonice conscripta, et nunc primum edita

« La paraphrase poétique par le moine Cædmon du Livre de la Genèse et d’autres pages de l’Histoire sacrée composée en anglo-saxon il y a 1070 ans, et à présent éditée pour la première fois. »
L’attribution au moine Cædmon est rejetée depuis et le manuscrit plus fréquemment appelé manuscrit Junius ou MS Junius 11.
- 1664, Gothicum Glossarium, quo Argentii Codicis Vocabula explicantur

« Un glossaire du vocabulaire gotique utilisé dans le Codex Argenteus »
- 1665, Quatuor Domini Nostri Iesu Christi Evangeliorum Versiones perantiquae duae, Gothica scilicet et Anglo-Saxonica

« Les quatre évangiles de Notre Seigneur Jésus-Christ dans deux anciennes versions, à savoir l’une gotique et l’autre anglo-saxonne »
La version gotique est la traduction de Wulfila, qui fut éditée par Junius à partir du Codex Argenteus. La version anglo-saxonne avait été éditée par le linguiste Thomas Marshall (en). L’ouvrage inclut le glossaire gotique de Junius ainsi que les notes de Marshall.
- 1743, Etymologicum anglicanum

« Étymologie anglaise »
Dictionnaire étymologique publié par Edward Lye après la mort de du Jon, en incluant sa biographie et la grammaire anglo-saxonne de George Hickes.